# Baixa visão
este artigo requer apreciação de merge com Visão subnormal ou Deficiência visual.
Visão subnormal é uma sub-especialidade dentro da oftalmologia e optometria onde os profissionais tratam de pessoas que tenham menos que a visão normal. A baixa visão pode ser resultado de fatores congênitos ou adquirida. Um exemplo é a neuropatia óptica hereditária de Leber e a degeneração macular relacionada à idade.

## Classificação por baixa visão
Qualquer pessoa com visão reduzida não-corrigível é considerada uma deficiente visual, e pode ter um vasto leque de causas. A Organização Mundial de Saúde usa as seguintes classificações de deficiência visual. Quando a visão no melhor olho com a melhor correção é possível com uso de óculos:
- 20/30 a 20/60 : é considerado leve perda de visão, ou próximo da visão normal
- 20/70 a 20/160 : é considerada baixa visão moderada, baixa visão moderada
- 20/200 a 20/400 : é considerado grave deficiência visual, baixa visão grave
- 20/500 a 20/1000 : é considerado visão profunda, baixa visão profunda
- Inferior a 20/1000 : é considerado quase total deficiência visual, cegueira total ou quase
- Nenhuma Percepção da luz : é considerada total deficiência visual, cegueira total

Existem também os níveis de deficiência visual baseado na perda do campo visual (perda de visão periférica).
Nos Estados Unidos, qualquer pessoa com a visão que não possa ser corrigida para melhor que 20/200 no melhor olho, ou tenha 20 graus (diâmetro) ou menos de campo visual é considerado como "legalmente cego" ou elegíveis para deficiência e classificação possível na inclusão de certos programas governamentais.
Veja também: Acuidade visual

## Magnitude da deficiência visual
- Em nível mundial, em 2002 mais de 161 milhões de pessoas ficaram deficientes visuais, dos quais 124 milhões de pessoas tinham baixa visão e 37 milhões eram cegos. No entanto, por alguns erros cometidos algumas causas para a deficiência visual não foram incluídas, o que implica que a real magnitude global da deficiência visual é maior.
- Em nível mundial, para cada pessoa cega, uma média de 3,4 pessoas têm baixa visão, com o país e a variação regional variando de 2,4 a 5,5.

## Patologias na acuidade visual, que podem causar perda de visão
- Catarata
- Glaucoma
- Uveíte
- Degeneração macular
- Opacidade da córnea
- Tracoma
- Retinopatia diabética
- Miopia magna
- Doença de Stargardt
- Albinismo
- Retinite pigmentosa
- Ceratocone
- Deficiência visual cortical

Em comparação com as estimativas dos anos de 1990, novos dados baseados na população mundial em 2002 mostram uma redução no número de pessoas cegas, com problemas de visão, e aqueles que são cegos devido aos efeitos das doenças infecciosas, mas existe um aumento do número de pessoas que estão relacionados com a ocultação das condições de vida desde muito tempo. Esta nova informação sublinha a necessidade de alterar a agenda de saúde para incluir a gestão das doenças que estão agora tornando-se predominantes.

## Distribuição da deficiência visual
Por idade: As deficiências visuais estão distribuída desigualmente e em todas as faixas etárias. Mais de 82% das pessoas que são cegas possuem 50 anos ou mais, embora representem apenas 19% da população do mundo. Devido ao número esperado de anos vividos em cegueira (anos de cegueira) a cegueira infantil continua a ser um problema significativo, com um valor estimado em 1,4 milhões de crianças cegas abaixo de 15 anos.
Por gênero: Indicam que de forma consistente e em todas as regiões do mundo, e em todas as idades, as mulheres têm um risco significativamente maior de serem deficientes visuais que os homens.
Geograficamente: A deficiência visual não está distribuída uniformemente em todo o mundo. Mais de 90% dos deficientes visuais do mundo vivem em países em desenvolvimento.